# Ashlynn Yennie

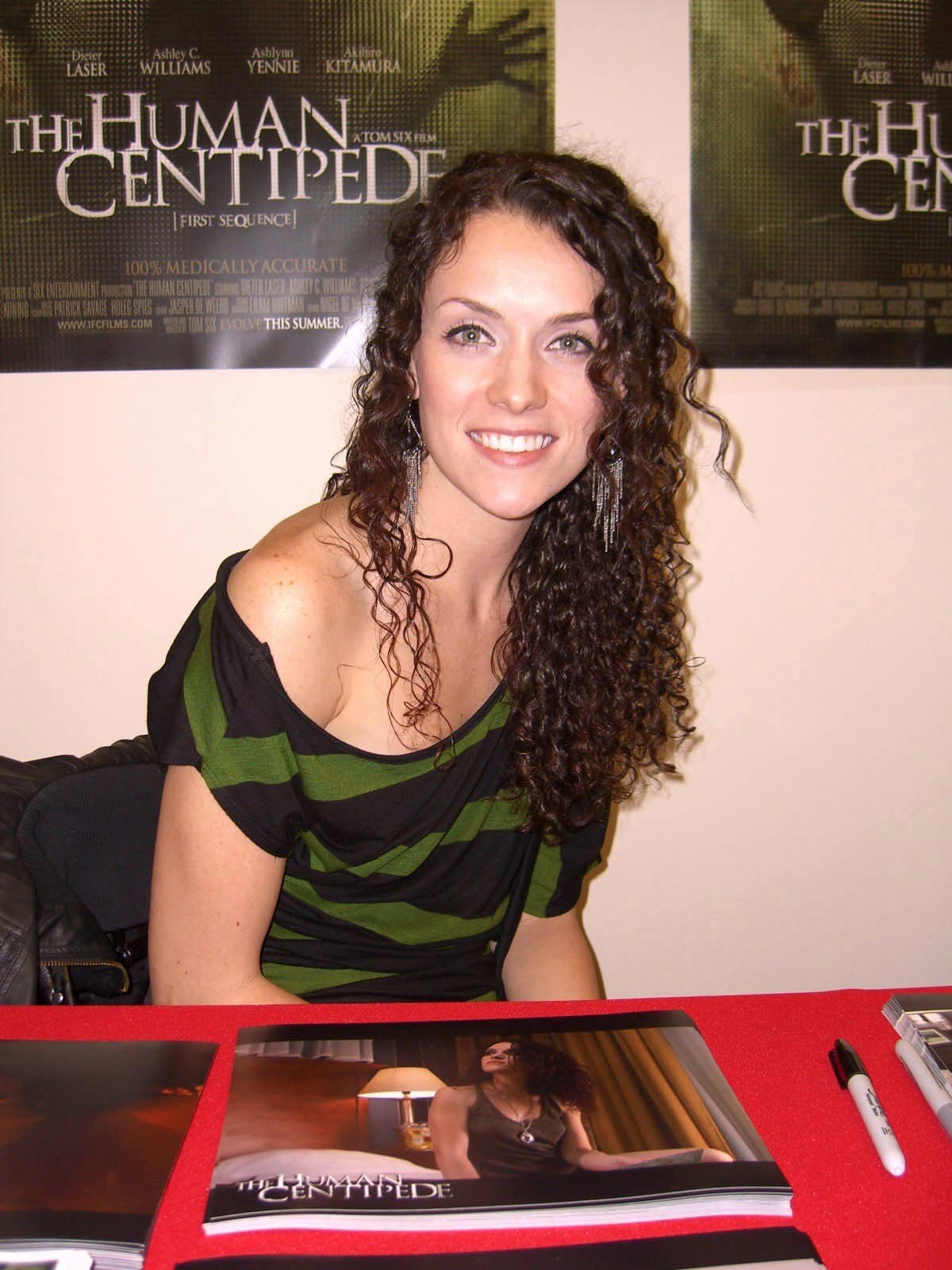
Ashlynn Yennie in Manhattan (2010)

Ashlynn Yennie (* 15. Mai 1985 in Riverton, Wyoming) ist eine US-amerikanische Schauspielerin.

## Karriere
Im niederländischen Horrorfilm Human Centipede – Der menschliche Tausendfüßler spielte Ashlynn Yennie 2009 die Rolle der Jenny und 2011 in dessen Fortsetzung The Human Centipede II (Full Sequence) sich selbst. In der Erotik-Serie Submission spielte Yennie 2016 die Rolle der jungen Ashley.

## Filmografie (Auswahl)
- 2009: Human Centipede – Der menschliche Tausendfüßler (The Human Centipede (First Sequence))
- 2010: American Maniacs
- 2011: The Human Centipede II (Full Sequence)
- 2014: The Scribbler – Unzip Your Head
- 2016: Submission (Fernsehserie, 6 Episoden)